# Pangrapta tipula
Pangrapta tipula là một loài bướm đêm trong họ Erebidae.